# Universidad Intercultural de Chiapas
La Universidad Intercultural de Chiapas es una universidad pública ubicada en la ciudad de San Cristóbal de las Casas en el estado de Chiapas, México. Creada en 2004, es una de las universidades públicas más jóvenes de Chiapas, siendo el resultado de las confrontaciones entre el EZLN y el Gobierno Federal.
A pesar de ser de reciente creación, la UNICH se ha expandido a otros rincones del estado, con unidades académicas ubicadas en Oxchuc, Las Margaritas, Yajalón, Salto de agua y El Porvenir.
La Universidad Intercultural de Chiapas (UNICH), nace mediante decreto de creación en el mes de diciembre de 2004 e inicia sus operaciones académicas en el año 2005, en la ciudad de San Cristóbal de Las Casas, en las instalaciones de la Escuela de Comercio y Administración (ECA) y la Normal Experimental Fray Matías de Córdoba en el turno vespertino.